# Meilenstein (Könnern)

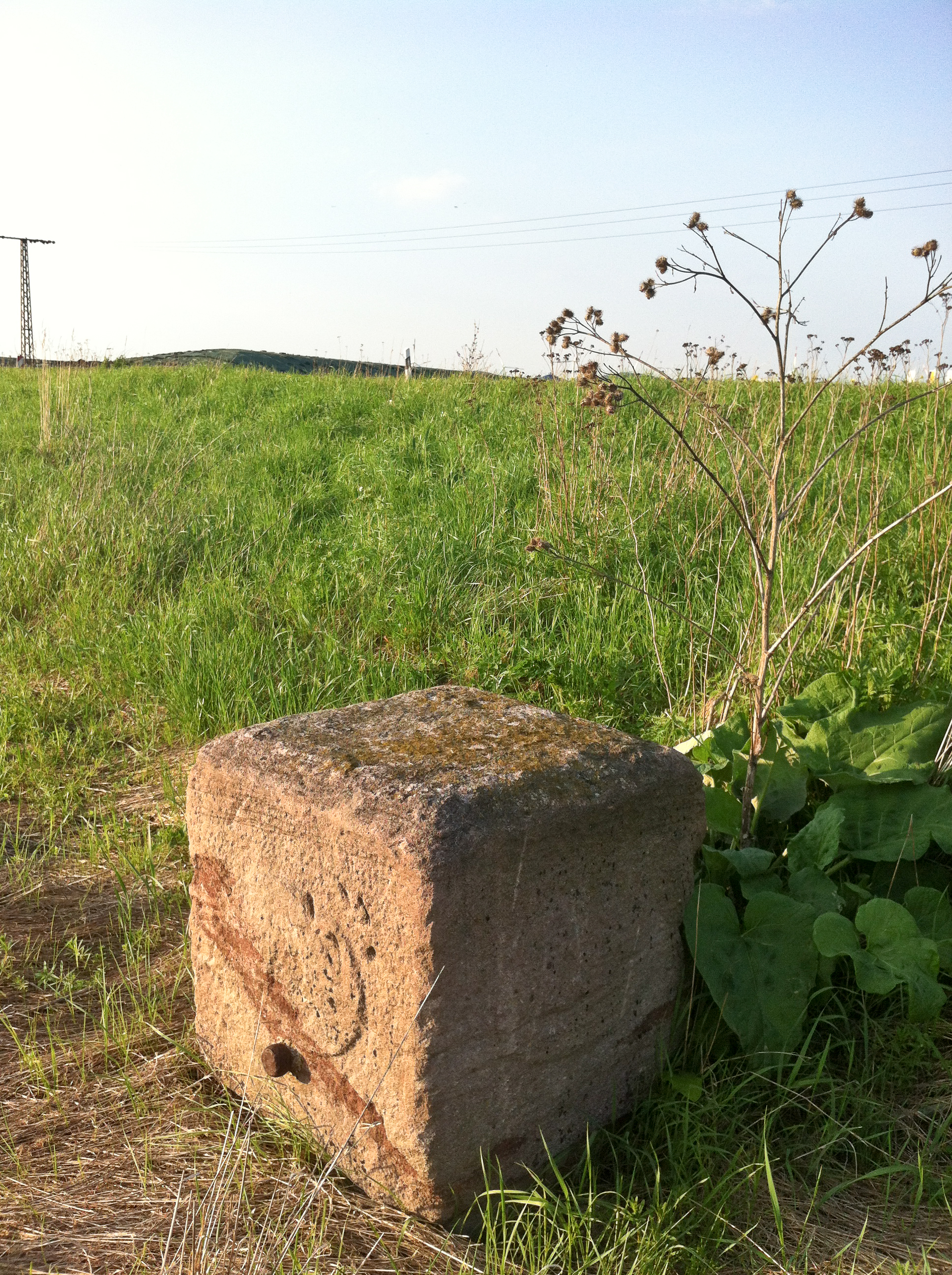
Preußischer Viertelmeilenstein im Süden Könnerns

Der Meilenstein in Könnern ist ein Kleindenkmal in der Stadt Könnern im Salzlandkreis in Sachsen-Anhalt.
In der Halleschen Straße im Süden von Könnern befindet sich bei einem Gewerbegebiet ein preußischer Meilenstein aus der Zeit um 1800. Hier an der Landesstraße 50, ehemals Teil der Bundesstraße 6, ist er Zeugnis der Vergangenheit, denn erbaut wurde die Straße als preußische Staatschaussee zwischen Magdeburg, Halle (Saale) und Großkugel, damals letzter Ort vor der Grenze gen Sachsen. Dieses Großprojekt dauerte von 1788 bis 1801, wobei der Abschnitt südlich von Anhalt erst bei der Fertigstellung mit Meilensteinen ausgestattet wurde und somit etwas später  als der nördliche Bereich.
Der Viertelmeilenwürfel hat vier erhabene Ovale und stand Ende der 1990er Jahre schräg, wurde aber im Jahr 2001 wieder aufgestellt und mit einem Betonfundament versehen. Zudem besitzt er einen Messpunkt. Er steht unter Denkmalschutz, da alle Meilensteine in Sachsen-Anhalt geschützt sind, ist aber im Denkmalverzeichnis nicht aufgeführt. In der Literatur wird er aufgrund seiner Nähe zu den Orten teils auch als Stein Golbitz oder Garsena angegeben, er steht aber auf der Flur von Könnern und hier in der Position 7 3/4 Meilen von Magdeburg, was 58,3 Kilometern entspricht. Ähnliche Viertelmeilenwürfel finden sich bei Lettewitz, doch sind sie insgesamt sehr viel stärker im Bestand bedroht als die Obelisken, da sie oft übersehen werden. So sind in den 1990er Jahren die Viertel-Meilensteine in Halle-Trotha und Morl verloren gegangen.